# XXI Cos d'Exèrcit (Bàndol republicà)
El XXI Cos d'Exèrcit va ser una formació militar pertanyent a l'Exèrcit Popular de la República que va lluitar durant la Guerra Civil Espanyola. Va arribar a prendre part en les campanyes d'Aragó i Llevant.

## Historial
La formació va ser creada al setembre de 1937 —poc després de la batalla de Belchite—, quedant sota el comandament del tinent coronel Segismundo Casado. Durant la segona quinzena de setembre el XXI Cos d'Exèrcit, amb el suport de quaranta tancs, va emprendre una ofensiva local en el sector de Saragossa, però no va aconseguir els seus objectius.
Algunes de les seves unitats, com les divisions 27a i 28a, van prendre part en la batalla de Terol.
Sota el comandament del tinent coronel Juan Perea el XXI Cos d'Exèrcit va tenir una destacada actuació resistint davant l'ofensiva franquista al sud de l'Ebre. A la fi de març de 1938 Perea va ser nomenat comandant de l'Exèrcit de l'Est, i fou substituït pel tinent coronel Manuel Cristóbal Errandonea. Sota el seu comandament la formació va intervenir en la campanya de Llevant, resistint l'avanç franquista cap a València. A partir de juny de 1938 va passar a dependre de l'Exèrcit de Llevant.

## Comandaments
Comandants
- tinent coronel de cavalleria Segismundo Casado;[6]
- tinent coronel d'infanteria Juan Perea Capulino;[7]
- tinent coronel de milícies Manuel Cristóbal Errandonea;[8]
- tinent coronel d'infanteria Ernesto Güemes Ramos;

Comissaris
- August Vidal i Roget, del PSUC;
- Virgilio Llanos Manteca, del PSUC;

Caps d'Estat Major
- tinent coronel d'Estat Major José García Garnero;
- comandant d'infanteria Aniceto Carvajal Sobrino:
- major de milícies Fernando de Buen Lozano;[9]

## Ordre de batalla
| Data                | Exèrcit adscrit     | Divisions integrades     | Front de batalla |
| Novembre de 1937    | Exèrcit de Maniobra | 27a, 28a i 45a           | Aragó            |
| Març-Abril de 1938  | Exèrcit de Maniobra | 19a, 27a i 70a           | Aragó            |
| 30 d'abril de 1938  | Exèrcit de Maniobra | 70a, 22a i 6a            | Llevant          |
| 12 de maig de 1938  | Exèrcit de Maniobra | 22a, 14a, 25a, 70a i 47a | Llevant          |
| 9 de juny de 1938   | Exèrcit de Maniobra | «E», 52a i 19a           | Llevant          |
| 18 de juny de 1938  | Exèrcit de Maniobra | 52a i 68a                | Llevant          |
| 4 de juliol de 1938 | Exèrcit de Llevant  | 68a, 52a i 6a            | Llevant          |
| Agost de 1938       | Exèrcit de Llevant  | 15a, 50a i 10a           | Llevant          |
| 5 de març de 1939   | Exèrcit de Llevant  | 50a i 54a                | Llevant          |